# 二項式
代数学における二項多項式あるいは二項式（にこうしき、英: binomial）は、二つの項（各項はつまり単項式）の和となっている多項式をいう。二項式は単項式に次いで最も簡単な種類の多項式である。

## 定義
二項式は二つの単項式の和となっている多項式をいうのだから、ひとつの不定元（あるいは変数）x に関する二項式（一元二項式あるいは一変数二項式）は、適当な定数 a, b および相異なる自然数 m, n を用いて
{\displaystyle ax^{m}-bx^{n}}
の形に書くことができる。ローラン多項式を考えている文脈では、ローラン二項式（あるいは単に二項式）は、形の上では先ほどの式と同じだが、冪指数 m, n が負の整数となることが許されるようなものとして定義される。
より一般に、多変数の二項式は
{\displaystyle ax_{1}^{n_{1}}\dotsb x_{i}^{n_{i}}-bx_{1}^{m_{1}}\dotsb x_{j}^{m_{j}}}
の形に書くことができる。例えば
{\displaystyle 3x-2x^{2}}
{\displaystyle xy+yx^{2}}
{\displaystyle 0.9x^{3}+\pi y^{2}}
などが二項式である。

## 単純な二項式に対する演算
- 二項式 x2 − y2 は二つの二項式の積に因数分解される: x2 − y2 = (x + y)(x − y).
  - より一般に、xn+1 − yn+1 = (x − y)∑n
k=0 xkyn−k が成り立つ。
  - 複素数係数の多項式を考えている場合には、別な一般化として x2 + y2 = x2 − (iy)2 = (x − iy)(x + iy) も考えられる。
- 二つの一次二項式 (ax + b) および (cx + d) の積 (ax + b)(cx + d) = acx2 + (ad + bc)x + bd は三項式である。
- 二項冪、すなわち二項式 x + y の n-乗 (x + y)n は二項定理（あるいは同じことだがパスカルの三角形）の意味するところによって展開することができる。例えば、二項式 x + y の平方は、各々の項の平方と互いの項の積の二倍との和に等しい: (x + y)^2 = x2 + 2xy + y2.
  - この展開式に現れた各項の係数の組 (1, 2, 1) は二項係数であり、パスカルの三角形の上から二段目の行に出現する。同様に n 段目の行に現れる数を用いて n-乗の展開も計算できる。
- 上記の二項式の平方に対する公式をピュタゴラス三つ組を生成するための "(m, n)-公式" に応用することができる:
m < n に対して a = n2 − m2, b = 2mn, c = n2 + m2 と置けば a2 + b2 = c2 が成り立つ。
- 二つの立方の和あるいは差に表される二項式は以下のように低次の多項式に因数分解することができる:
x3 + y3 = (x + y)(x2 − xy + y2),
x3 − y3 = (x − y)(x2 + xy + y2).

## 注
1. ↑  Weisstein, Eric W. "Binomial". mathworld.wolfram.com (英語).
2. ↑  Sturmfels, Bernd (2002). “Solving Systems of Polynomial Equations”. CBMS Regional Conference Series in Mathematics (Conference Board of the Mathematical Sciences) (97):  62 2014年3月21日閲覧。.